# Кампания сардинской армии в Центральной и Южной Италии
Кампания сардинской армии в Центральной и Южной Италии — действия в 1860—61 гг. войск Сардинского королевства на территориях Папской области и Королевства обеих Сицилий в процессе объединения итальянских земель в единое государство.

## Предыстория
В 1859 году были образованы Объединённые провинции Центральной Италии, которые после плебисцитов марта 1860 года были официально включены в состав Сардинского королевства. Летом и осенью 1859 года, когда политика Кавура по дальнейшему объединению Италии зашла в тупик, Мадзини стал призывать к революционным действиям в папских владениях (с целью освобождения Рима) и в Королевстве обеих Сицилий. В мае Гарибальди вместе со своими сторонниками высадился на Сицилии. Заняв остров, войска Гарибальди переправились на Апеннинский полуостров и двинулись на Неаполь, столицу Королевства обеих Сицилий, и занял его. Через несколько месяцев Гарибальди овладел значительной частью Южной Италии. Территория Папского государства представляла собой единственное препятствие на пути объединения северных и южных регионов. Папская армия подавила революционное восстание в пользу объединения Италии, которое произошло в первых числах сентября, что стало поводом для вмешательства Сардинского королевства. Король Виктор Эммануил II направил свою предварительно мобилизованную армию к папским границам в военную экспедицию, которая привела к аннексии Марке и Умбрии и стала первым шагом на пути к завоеванию Королевство Обеих Сицилий.

## Вторжение в Папскую область
Сначала IV и V корпуса сардинской армии под командованием генерала Манфредо Фанти 11 сентября двинулись в Романью. V корпус, которым командовал сам Фанти, двинулся на Умбрию, выдвигаясь к Фолиньо через Читта-ди-Кастелло, Умбертиде и Перуджу (которую 14 сентября взяли войска генерала Маурицио Джербе де Сонназ). IV корпус с нескольких направлений вторгся в Марку: 13-я дивизия под командованием Рафаэле Кадорна следовала вдоль Апеннин через Урбино, Кальи и Губбио, в то время как остальные войска (4-я и 7-я дивизии) под командованием Энрико Чальдини двигались вдоль побережья через Пезаро, Фано и Сенигаллию, и в итоге 18 сентября разгромили папские войска под командованием генерала Жюшо де Ламорисьера в битве при Кастельфидардо. Захватив основные города Умбрии и Марки, и разгромив папские войска, пытавшиеся сконцентрироваться у Масераты, сардинские войска осадили Анкону, которая пала 29 сентября.

## Вторжение в Королевство обеих Сицилий

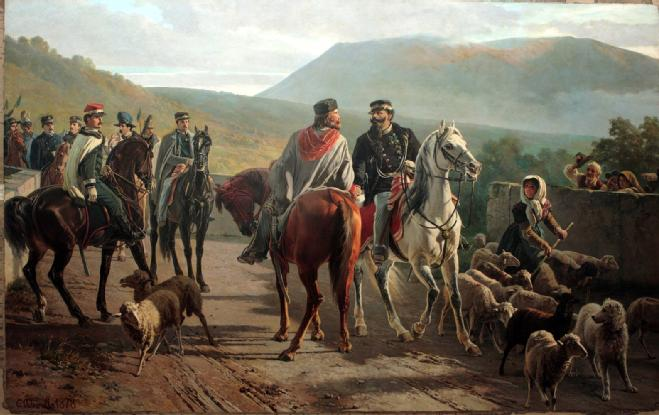
Встреча Гарибальди с Виктором Эммануилом II у Теано

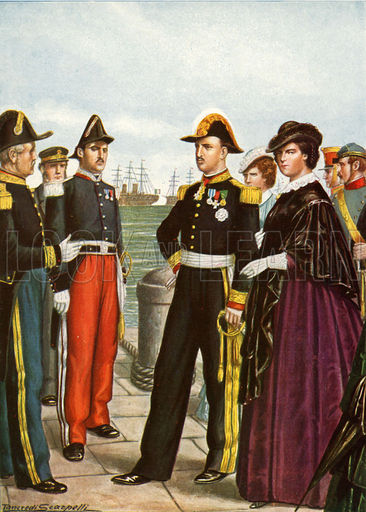
Франциск II c женой покидают Гаэту

Потерпев неудачу в битве при Вольтурно в попытке отразить наступление Гарибальди (который двинулся на север, в сторону Рима) и отвоевать Неаполь, армия Франциска II была вынуждена в дальнейшем отступить из-за приближения пьемонтской армии, подходившей с севера.
Король Виктор Эммануил II прибыл 3 октября в Анкону и принял командование армией на себя. 12 октября сардинская армия пересекла реку Тронто, служившую границей между Папской областью и Королевством обеих Сицилий, миновала Чивителла-дель-Тронто, проследовала вдоль побережья до устья реки Атерно-Пескара, а затем направилась на Кьети. Основными событиями этого периода войны стали осада Чивителла-дель-Тронто, начавшаяся 26 октября и продлившаяся несколько месяцев, и произошедшее 20 октября сражение при Мачероне, которое открыло сардинцам путь в тыл войск Бурбонов. Потерпев поражение в битве при Сан-Джулиано, неаполитанская армия была вынуждена оставить Капую и отступить на линию Гарильяно.
26 октября 1860 года Джузеппе Гарибальди встретился с Витторио Эммануэле II недалеко от Теано, приветствуя его как короля Италии и вверяя ему завоеванные им южные провинции, тем самым, по сути, признав объединение Италии под эгидой Сардинского королевства.
29 октября произошло сражение на Гарильяно, после которой армия Бурбонов окончательно забаррикадировалась в Гаэте, надеясь на международную интервенцию европейских держав, которая помогла бы восстановить Франциска II на троне.
12 ноября генерал Чальдини осадил Гаэту, блокированную с моря вице-адмиралом Персано, которая капитулировала 13 февраля 1861 года. После капитуляции король Обеих Сицилий Франциск II и его супруга Мария София Баварская покинули королевство и бежали в Рим.
На юге Апеннинского полуострова продолжал сопротивляться сардинским войскам только гарнизон Чивителла-дель-Тронто, осаждённый ещё 26 октября прошлого года. 12 марта Чальдини принял капитуляцию гарнизона Королевской цитадели в Мессине. 17 марта Сардинское королевство переименовано в Королевство Италия. 20 марта капитулировал гарнизон Чивителла-дель-Тронто. Активные боевые действия завершились. Но до 1870 года на юге Италии продолжались вооружённые столкновения королевских войск с восставшими крестьянами, сторонниками Франциска II и уголовными бандами.